# Týček
Týček település Csehországban, Rokycanyi járásban. Týček Zbiroh, Líšná és Cerhovice településekkel határos. Lakosainak száma 251 fő (2024. január 1.).

## Népesség
A település lakosságának változását az alábbi diagram mutatja:
| Lakosok száma | 298  | 308  | 323  | 257  | 223  | 199  | 198  | 213  | 234  | 251  |
|               | 1869 | 1900 | 1921 | 1961 | 1980 | 2011 | 2016 | 2019 | 2021 | 2024 |